# Campionato del mondo rally 1993
Il campionato del mondo rally 1993 è la 21ª edizione del campionato del mondo rally organizzato dalla Federazione Internazionale dell'Automobile.

## Le premesse

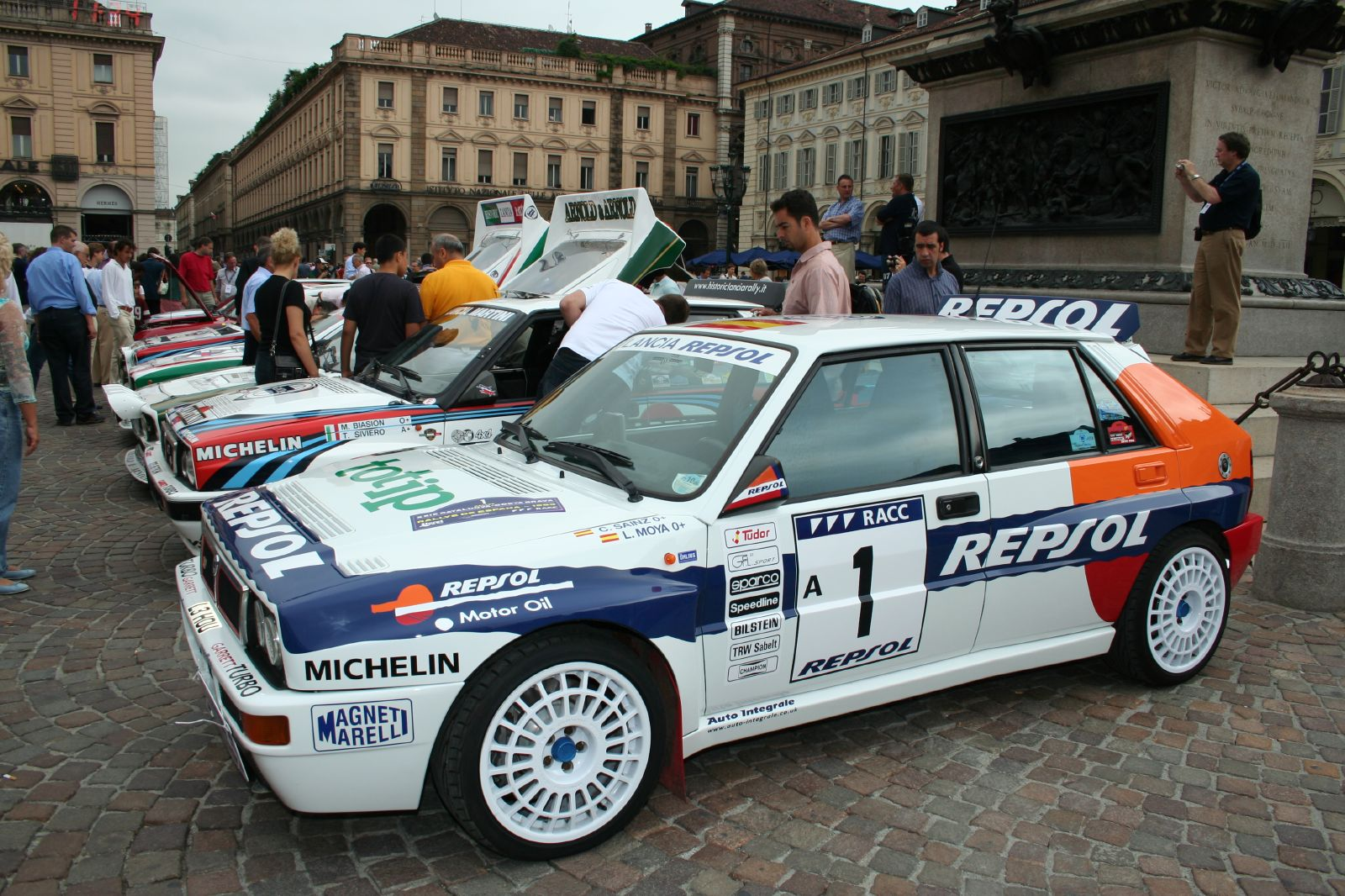
La Lancia Delta HF Integrale di Carlos Sainz: nonostante l'ingaggio del campione del mondo in carica, la Delta (gestita ormai in maniera privata dal Jolly Club) non riuscì a ripetere il dominio degli anni passati, ponendo fine alla vittoriosa era Lancia nei rally.

Questo è l'ultimo anno in cui la plurititolata Lancia partecipa ai rally; la presenza delle Delta HF Integrale nel massimo campionato viene gestita in maniera privata dallo storico team satellite Jolly Club ma, nonostante l'ingaggio di un pilota del calibro di Carlos Sainz, la stagione si conclude con risultati molto deludenti, causati solo in parte dalla mancanza di aggiornamenti tecnici della casa madre (che si era ritirata dalle competizioni nel 1991). Le difficoltà economiche del team, costretto a "saltare" alcune gare, e soprattutto i numerosi ritiri per incidente di entrambi i piloti, non permisero alla Delta di ripetere l'impresa del 1992 quando, pur senza l'appoggio ufficiale di Lancia, vinse 8 gare e il titolo costruttori.
Le vetture principali partecipanti alla nuova stagione 1993 erano la Ford Escort RS Cosworth, che aveva alla guida Miki Biasion e François Delecour, la Subaru Impreza 555 in mano a Colin McRae, e la Toyota Celica Turbo 4WD che vinse al termine del campionato il titolo piloti grazie al finlandese Juha Kankkunen; alla Toyota andò anche l'iride costruttori, diventando la prima casa asiatica a riuscire nell'impresa.

## La stagione
Questo campionato inizia con la supremazia della Toyota Celica Turbo 4WD. La prima gara, il Rally di Montecarlo, fu vinta subito dalla scuderia giapponese grazie al suo pilota Didier Auriol, seguito dalle due Ford; però questa gara dimostra ancora una volta la mancanza di sicurezza, difatti allo spagnolo Sainz, in procinto di passare al Colle del Turini, fu annullato il giro dai commissari a causa della poca sicurezza. La seconda prova, il rally di Svezia, vide invece la vittoria dello svedese Mats Jonsson, davanti al finlandese Juha Kankkunen (entrambi su Toyota) e a Colin McRae su Subaru.

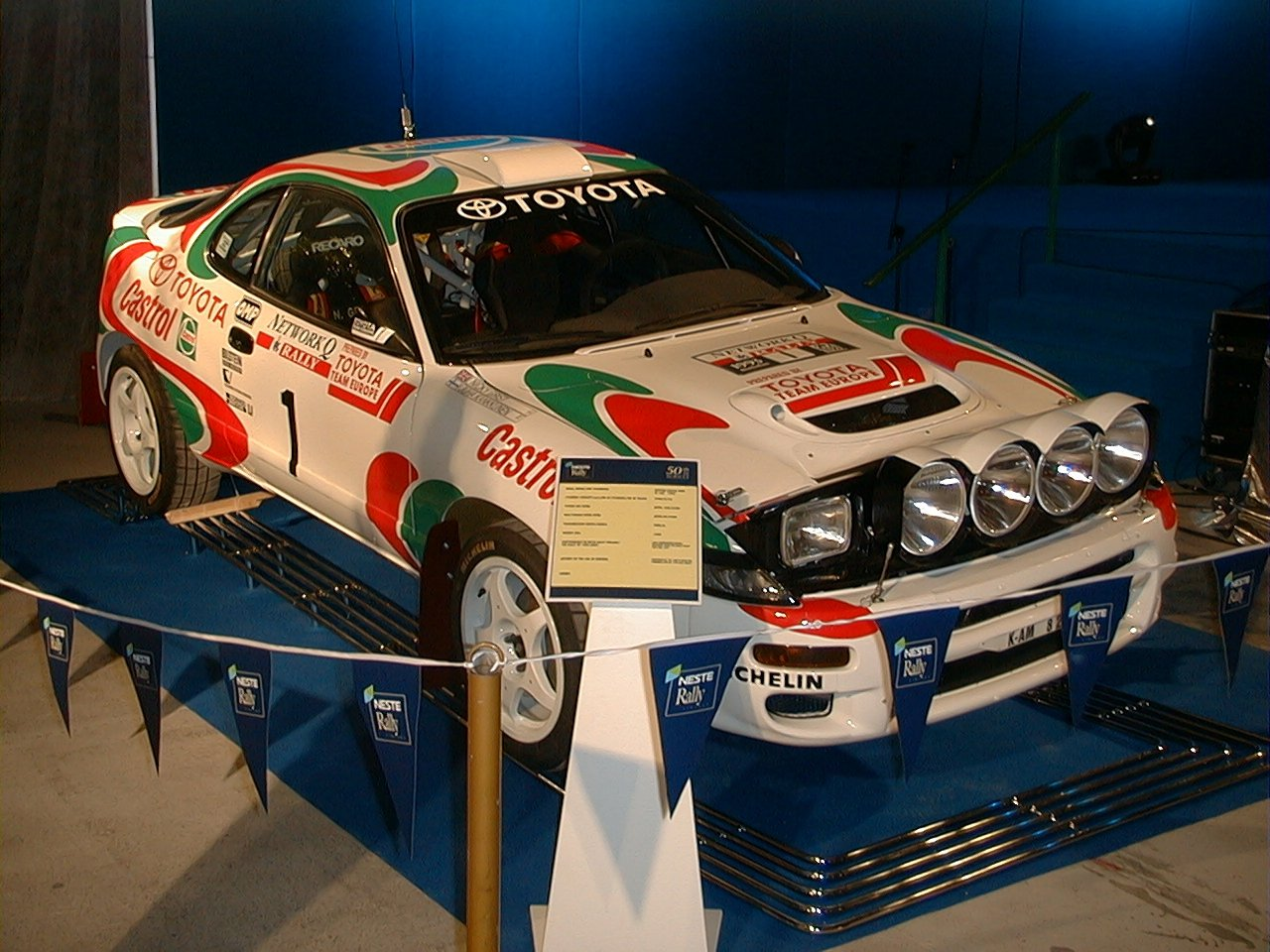
La Toyota Celica Turbo 4WD di Juha Kankkunen, binomio che diede a Toyota i titoli piloti e costruttori della stagione 1993.

Nel successivo rally del Portogallo, a causa di un errore del pilota portoghese Rui Madera che guidava una Citroën AX Sport, venne ucciso uno spettatore portoghese e ferita la sua fidanzata. Tutto ebbe inizio quando il pilota portoghese Rui Madera sbagliò ad abbordare una curva e andò a schiantarsi contro un pino che, subendo l'urto si abbatté sulla povera vittima, uccidendolo sul colpo. Questo drammatico incidente dimostrò quanto sicuro dovesse ancora essere il Rally.  così a vincere fu Delecour su Ford davanti al compagno di squadra Biasion e ad Andrea Aghini.
Il Safari Rally vide una nuova affermazione di Juha Kankkunen e il successivo Tour de Corse quella di François Delecour. Nel rally di Grecia i due piloti che lottavano per il titolo, Delecour e Kankkunen, si ritirarono per lasciare strada spianata a Miki Biasion che non avrebbe più vinto nessuna gara. I rally successivi si svolsero in territorio extraeuropeo con dapprima il Rally d'Argentina, vinto da Kankkunen, seguito dal Rally di Nuova Zelanda vinto da Colin McRae sulla Subaru Legacy RS.
Nelle due gare seguenti ancora due vittorie per il finlandese Kankkunen, la prima nella sua patria al Rally di Finlandia, la seconda in quello d'Australia. La prova svoltasi in Italia, il Rally di Sanremo vide l'affermazione di un pilota di casa, Gianfranco Cunico su una Ford. Le ultime due prove del campionato, il Rally della Costa Brava e il Rally di Gran Bretagna videro le vittorie dei due piloti in gara anche per l'affermazione nel mondiale, dapprima il francese Delecour e, per ultimo, il vincitore del titolo Kankkunen.

## Risultati
| #  | Rally                                               | Tappe               | Podio | Auto                                                                               |
| -- | --------------------------------------------------- | ------------------- | --- | ---------------------------------------------------------------------------------- |
| 1  | 61ème Rallye Automobile de Monte-Carlo              | 21-27 gennaio       | 1. Didier Auriol (6h:13m:43s) 2. François Delecour (6h:13m:58s) 3. Miki Biasion (6h:16m:59s)               | 1. Toyota Celica Turbo 4WD 2. Ford Escort RS Cosworth 3. Ford Escort RS Cosworth   |
| 2  | 42nd International Swedish Rally                    | 12-14 febbraio      | 1. Mats Jonsson (4h:49m:05s) 2. Juha Kankkunen (4h:49m:18s) 3. Colin McRae (4h:49m:33s)                    | 1. Toyota Celica Turbo 4WD 2. Toyota Celica Turbo 4WD 3. Subaru Legacy RS          |
| 3  | 27º Rallye de Portugal                              | 3-6 marzo           | 1. François Delecour (6h:20m:37s) 2. Miki Biasion (6h:21m:32s) 3. Andrea Aghini (6h:23m:17s)               | 1. Ford Escort RS Cosworth 2. Ford Escort RS Cosworth 3. Lancia Delta HF Integrale |
| 4  | 41st Trustbank Safari Rally                         | 8-12 aprile         | 1. Juha Kankkunen (+3m:54s penalties) 2. Markku Alén (+4m:03s penalties) 3. Ian Duncan (+5m:24s penalties) | 1. Toyota Celica Turbo 4WD 2. Toyota Celica Turbo 4WD 3. Toyota Celica Turbo 4WD   |
| 5  | 37ème Tour de Corse - Rallye de France              | 2-4 maggio          | 1. François Delecour (6h:14m:41s) 2. Didier Auriol (6h:15m:43s) 3. François Chatriot (6h:17m:23s)          | 1. Ford Escort RS Cosworth 2. Toyota Celica Turbo 4WD 3. Toyota Celica Turbo 4WD   |
| 6  | 40th Acropolis Rally                                | 30 maggio-1º giugno | 1. Miki Biasion (6h:54m:35s) 2. Carlos Sainz (6h:55m:48s) 3. Armin Schwarz (6h:57m:19s)                    | 1. Ford Escort RS Cosworth 2. Lancia Delta HF Integrale 3. Mitsubishi Lancer RS    |
| 7  | 13º Rally Argentina                                 | 14-17 luglio        | 1. Juha Kankkunen (5h:32m:31s) 2. Miki Biasion (5h:34m:25s) 3. Didier Auriol (5h:49m:29s)                  | 1. Toyota Celica Turbo 4WD 2. Ford Escort RS Cosworth 3. Toyota Celica Turbo 4WD   |
| 8  | 23rd Rothmans Rally of New Zealand                  | 5-8 agosto          | 1. Colin McRae (6h:12m:31s) 2. François Delecour (6h:12m:58s) 3. Didier Auriol (6h:13m:00s)                | 1. Subaru Legacy RS 2. Ford Escort RS Cosworth 3. Toyota Celica Turbo 4WD          |
| 9  | 43rd 1000 Lakes Rally                               | 27-29 agosto        | 1. Juha Kankkunen (4h:23m:51s) 2. Ari Vatanen (4h:24m:38s) 3. Didier Auriol (4h:26m:01s)                   | 1. Toyota Celica Turbo 4WD 2. Subaru Impreza 555 3. Toyota Celica Turbo 4WD        |
| 10 | 6th Telecom Rally Australia                         | 18-21 settembre     | 1. Juha Kankkunen (5h:19m:58s) 2. Ari Vatanen (5h:25m:50s) 3. François Delecour (5h:43m:42s)               | 1. Toyota Celica Turbo 4WD 2. Subaru Legacy RS 3. Ford Escort RS Cosworth          |
| 11 | 35º Rallye Sanremo - Rallye d'Italia                | 11-13 ottobre       | 1. Franco Cunico (6h:19m:40s) 2. Patrick Snijers (6h:21m:18s) 3. Gilberto Pianezzola (6h:30m:08s)          | 1. Ford Escort RS Cosworth 2. Ford Escort RS Cosworth 3. Lancia Delta HF Integrale |
| 12 | 29º Rallye Catalunya-Costa Brava (Rallye de España) | 2-4 novembre        | 1. François Delecour (5h:36m:19s) 2. Didier Auriol (5h:37m:19s) 3. Juha Kankkunen (5h:40m:28s)             | 1. Ford Escort RS Cosworth 2. Toyota Celica Turbo 4WD 3. Toyota Celica Turbo 4WD   |
| 13 | 49th Network Q RAC Rally                            | 21-24 novembre      | 1. Juha Kankkunen (6h:25m:48s) 2. Kenneth Eriksson (6h:27m:32s) 3. Malcolm Wilson (6h:30m:51s)             | 1. Toyota Celica Turbo 4WD 2. Mitsubishi Lancer RS 3. Ford Escort RS Cosworth      |

## Dislocazione eventi
|                |                 |                     |                          |
| Nero = Asfalto | Marrone = Terra | Blu = Neve/Ghiaccio | Rosso = Superficie mista |

## Classifiche
| Classifica piloti | Classifica piloti | Classifica piloti |
| Pos.              | Pilota            | Punti             |
| ----------------- | ----------------- | ----------------- |
| 1º                | Juha Kankkunen    | 135               |
| 2º                | François Delecour | 112               |
| 3º                | Didier Auriol     | 92                |
| 4º                | Miki Biasion      | 76                |
| 5º                | Colin McRae       | 50                |
| 6º                | Kenneth Eriksson  | 41                |
| 7º                | Ari Vatanen       | 38                |
| 8º                | Carlos Sainz      | 35                |
| 9º                | Gustavo Trelles   | 28                |
| 10º               | Tommi Mäkinen     | 26                |

| Classifica costruttori | Classifica costruttori | Classifica costruttori |
| Pos.                   | Scuderia               | Punti                  |
| ---------------------- | ---------------------- | ---------------------- |
| 1º                     | Toyota                 | 157                    |
| 2º                     | Ford                   | 145                    |
| 3º                     | Subaru                 | 112                    |